# Электромеханический завод «Авангард»
Электромеханический завод «Авангард» («ЭМЗА») — предприятие атомной промышленности СССР и России,  предприятие ЗАТО — города Саров, основная деятельность предприятия заключается в производстве ядерных боеприпасов. С 2003 года структурно входит в ВНИИЭФ.

## История
Решение о создании серийного завода № 551 Главгорстроя СССР, позже завода № 3 (Электромеханический завод «Авангард» — ЭМЗА) по серийному выпуску ядерных боеприпасов, в городе Арзамас-16 на территории КБ-11 было предписано Постановлением Совета Министров СССР от 3 марта 1949 года № 863-327. 
Первым директором завода № 3 был назначен Володин, Константин Арсеньевич, переведенный из Подольска где он до этого являлся директором завода № 17 НКВ СССР.
Уже к концу 1951 года  было изготовлено 29 атомных бомб РДС-1, в том числе, первые три атомные бомбы серийного изготовления, укомплектованные ядерными зарядами. Общее количество достигло 29 атомных бомб типа РДС-1; из них 2 штуки изготовлены в 1949 году, 9 — в 1950 году, 18 — в 1951 году. С 1952 года завод начал выпускать атомные бомбы РДС-3 и РДС-4, термоядерное изделие РДС-37 и ядерную головную часть для баллистической ракеты 4Р. С 1957 года завод № 3 переходит в прямое подчинение 6-му главному управлению (производство ядерного оружия) МСМ СССР. Помимо основной деятельности с 1960 года на заводе начато производство полониевых, нейтронных и радиоизотопных источников энергии для космической техники, а с 1962 года  производство технических средств охраны.
В 1976 году «за высокие показатели в труде» Указом Президиума Верховного Совета СССР  Электромеханический завод «Авангард» был награждён орденом Трудового Красного Знамени. 
С  2003 года завод «Авангард» является структурным подразделением в составе ВНИИЭФ.
В августе 2007 года стало известно о передаче в суд уголовного дела в отношении директора электромеханического завода «Авангард», входящего в состав Российского федерального ядерного центра, Владимира Платонова. Причиной стало превышение служебных полномочий и инкриминируют руководство коммерческой фирмой «Авангард-Конверсия», продававшей изготовленную на режимном предприятии продукцию. 

## Награды
- В 1976 году «за высокие показатели в труде» Указом Президиума Верховного Совета СССР ЭМЗА был награждён орденом Трудового Красного Знамени

## Директора
- Володин, Константин Арсеньевич (1948—1952)
- Бессарабенко, Алексей Константинович (1952)
- Мальский, Анатолий Яковлевич (1952)
- Дубицкий, Валентин Викентьевич (1952—1958)
- Шатилов, Виктор Фёдорович (1958—1960)
- Григорьев, Михаил Агеевич (1960—1985)
- Фоломеев, Владимир Григорьевич (1985—1990)
- Завалишин, Юрий Кузьмич (1990—2000)
- Орлов, Александр Густавович (2000—2003)
- Платонов,  Владимир Борисович (2003—2008)
- Потапов  Александр Георгиевич (2008)